# ヤエガワカンバ
ヤエガワカンバ (八重皮樺、Betula dahurica、中国語: 黑桦)は、カバノキ科カバノキ属の植物。落葉高木である。日本、中国、朝鮮半島、東モンゴル、極東ロシアに分布する。イギリスに伝えられ、アーノルド植物園でも見られる。日本では、本州の長野県・野辺山で生育し、絶滅危惧種となっている。小規模な群集が北海道と千島列島でも見られる。

## 概説
この種は20メートル (66 ft)に黒い樹皮に覆われ、赤褐色または暗い茶色で光沢があり無毛の枝がある。葉柄は0.5–1.5センチメートル (0.20–0.59 in)、3.5–5センチメートル (1.4–2.0 in)の葉身は、卵形、楕円形、菱形のいずれかである。雌株は、花序が直立または垂れ下がり、花柄は長い。苞の長さは5–6ミリメートル (0.20–0.24 in)で皮針形である。 種子も楕円形で無毛の種実を実らせ、膜状の翼を付ける。6月から7月に花が咲き、果実は7月から8月に実る。
大陸部においては優占種となっている地域があるが、日本では単木や小林分として分布する場合が多い。日本における分布域は、山梨県・長野県・群馬県・埼玉県と北海道の十勝・オホーツク・日高管内である。日本における分布域は、緩斜面や未熟な礫質土という共通点がある。環境省のレッドリストでは準絶滅危惧（NT）に分類されている。

## 関連文献
- Reise Pallas (1776). Betula dahurica. 3. Russ. Reich.. p. 224.